# Klimt 1918
Klimt 1918 ist eine italienische Alternative-Rock-Band aus Rom.

## Geschichte
Klimt 1918 wurde 1999 von den beiden Brüdern Marco und Paolo Soellner gegründet, nachdem sich ihre vorige Death-Metal-Band Another Day getrennt hatte.
Marco entdeckte seine alte Liebe für Bands wie Bauhaus, The Cure und Joy Division wieder und ließ sich durch sie beim Songwriting beeinflussen.
Nachdem die Band durch Francesco Tumbarello an der Leadgitarre und Davide Pesola am Bass vervollständigt war, wurde im Jahr 2000 das erste Demoalbum, Secession Makes Post-Modern Music, aufgenommen, produziert von Giuseppe Orlando, dem Schlagzeuger der Band Novembre.
Das Demo bekam gute Kritiken und Klimt 1918 wurde von dem italienischen Independent-Label My Kingdom Music unter Vertrag genommen. 2003 veröffentlichte die Band ihr Debütalbum Undressed Momento. Francesco Tumbarello verließ die Band während der Aufnahmen. Er wurde ersetzt durch Alessandro Pace, einem in der Metalszene Roms wohlbekannten alten Freund der Band. Undressed Momento erhielt gute Rezensionen. Der Sound war nicht mehr so metallastig wie auf dem Vorgänger, dafür melodischer und emotionaler. 2004 wechselte die Band zu dem deutschen Label Prophecy Productions und begann mit der Arbeit an einem neuen Album. Dopoguerra wurde 2005 veröffentlicht. Auch dieses Album erhielt sehr gute Kritiken und die Band unternahm ihre erste Europatournee. Parallel zu Dogoguerra wurde auch Undressed Momento von Prophecy neu aufgelegt.
Zwischen September und Oktober 2006 verließ Alessandro Pace Klimt 1918 wieder. An seine Stelle trat Francesco Conte, welcher seinen ersten Live-Auftritt mit der Band am 21. Oktober bei dem Festival zum 10-jährigen Jubiläum von Prophecy Productions hatte.

## Name
Der Name „Klimt 1918“ kommt von dem Maler Gustav Klimt und dessen Todesjahr.
Nach Marco Soellner sieht die Band Parallelen zwischen ihrer Musik und Klimts Kunst.
Das Jahr 1918 markiere mit dem Ende des Ersten Weltkrieges auch das der Belle Epoque und den endgültigen Beginn des 20. Jahrhunderts.
Möglich wäre auch, dass der Name ein Tribut an die Band Bauhaus ist, die sich zunächst „Bauhaus 1919“ nannte.

## Diskografie
- 2000: Secession Makes Post-Modern Music (CD; EP in Eigenveröffentlichung)
- 2003: Undressed Momento (CD; My Kingdom Music) Russland-Vertrieb über CD-Maximo 2004, Wiederveröffentlichung via Prophecy Productions 2005.
- 2005: Dopoguerra (Doppel-CD/CD; Prophecy Productions / Soulfood) Russland-Vertrieb über CD-Maximo.
- 2008: Just in Case We’ll Never Meet Again (Soundtrack for the Cassette Generation) (CD+MC/CD/LP; Prophecy Productions / Soulfood)
 Erschien in insgesamt 8 Versionen, darunter limitierte LP-Veröffentlichungen als rote und schwarze Vinyl durch Beneath Grey Skies/Northern Silence Productions 2009 und 2011.
- 2009: Ghost Of A Tape Listener (CD; EP, Prophecy Productions) Limitiert auf 250 Exemplare.
- 2016: Sentimentale Jugend (Doppel-CD/MP3; Prophecy Productions)